# Propallene vagus
Propallene vagus är en havsspindelart som beskrevs av Staples, D.A. 1979. Propallene vagus ingår i släktet Propallene och familjen Callipallenidae. Inga underarter finns listade i Catalogue of Life.